# La follia di Roberta Donge
La follia di Roberta Donge (La Vérité sur Bébé Donge) è un film del 1952 diretto da Henri Decoin.
Il film è tratto dal romanzo La verità su Bébé Donge (1940) di Georges Simenon.

## Trama
Francesco Donge si trova in ospedale dopo essere stato avvelenato dalla moglie Roberta detta Bébé, e ripensa alla sua vita. Il primo incontro con Bébé avviene in occasione del fidanzamento di Félix, suo fratello, con Jeanne, sorella di lei. Nonostante Francesco, ricco industriale conciario, sia un dongiovanni e Bébé non sia all'oscuro della cosa, i due si sposano consapevoli di non amarsi poi troppo ma con la speranza di poter vivere un futuro roseo.
Dopo una decina di anni però Bébé è completamente disillusa e avvelena il marito, Francesco comprende troppo tardi gli errori commessi ma nonostante le cure muore. La polizia arriva nella villa per arrestare la donna che si consegna come un automa, ben consapevole del destino che la attende.